# Hohenäcker-Imenberg
Das Naturschutzgebiet Hohenäcker-Imenberg ist ein vom Regierungspräsidium Tübingen am 2. November 1993 durch Verordnung ausgewiesenes Naturschutzgebiet auf dem Gebiet der Gemeinde Lichtenstein im Landkreis Reutlingen. Das Naturschutzgebiet liegt vollständig im Biosphärengebiet Schwäbische Alb und ist Bestandteil des FFH-Gebiets Albtrauf Pfullingen sowie des Vogelschutzgebiets Mittlere Schwäbische Alb. 

## Lage
Das Naturschutzgebiet Hohenäcker-Imenberg liegt nördlich des Ortsteils Unterhausen der Gemeinde Lichtenstein im Naturraum Mittlere Kuppenalb an einem südexponierten Hang, der von den Oxford-Schichten des Oberjuras gebildet wird.

## Schutzzweck
Schutzzweck ist laut Schutzgebietsverordnung „die Erhaltung, Pflege und Verbesserung eines Biotopmosaiks aus großflächigen Halbtrockenrasen, Wiesen, Hecken, Gehölzen, Saumbereichen und Waldflächen als Lebensraum zahlreicher, vor allem wärme‑ und trockenheitsliebender Pflanzen‑ und Tierarten, darunter viele seltene, gefährdete und geschützte Arten [...]. Schutzzweck ist zudem die Erhaltung und Pflege des reizvollen Landschaftsbildes dieser typischen, ausgeprägten, extensiv genutzten Hangbereiche im Echaztal sowie die Erhaltung, Pflege und Verbesserung des Biotopverbundes zwischen den Halbtrockenrasen im Naturschutzgebiet und den südwestlich gelegenen Halbtrockenrasen im Reißenbachtal.“

## Landschaftscharakter
Der süd- und ostexponierte Hang des Imenbergs zum Zellertal wird am Unterhang von Magerrasen und Magerwiesen geprägt. Weiter hangaufwärts ist der Imenberg von einem Waldmeister-Buchenwald bestockt. Am Übergang zum Ursulahochberg wird dieser wiederum von Magerrasen-Biotopen abgelöst.

## Flora und Fauna
In der Würdigung zum Naturschutzgebiet sind folgende Pflanzenarten herausgehoben:
- Hundswurz (Anacamptis pyramidalis) L.
- Gewöhnliche Akelei (Aquilegia vulgaris) L.
- Kalk-Aster (Aster amellus) L.
- Silberdistel (Carlina acaulis) L.
- Knollige Kratzdistel (Cirsium tuberosum) L.
- Echter Seidelbast (Daphne mezereum) L.
- Karthäuser-Nelke (Dianthus carthusianorum) L.
- Gefranster Enzian (Gentiana ciliata) L.
- Kreuz-Enzian (Gentiana cruciata) L.
- Deutscher Enzian (Gentiana germanica) Willd.
- Gelber Enzian (Gentiana lutea) L.
- Frühlingsenzian (Gentiana verna) L.
- Gewöhnliche Kugelblume (Globularia punctata) Lapeyr.
- Wohlriechende Händelwurz (Gymnadenia odoratissima) L.
- Stinkende Nieswurz (Helleborus foetidus) L.
- Türkenbund (Lilium martagon) L.
- Kleine Traubenhyazinthe (Muscari botryoides) L.
- Bienen-Ragwurz (Ophrys apifera) Huds.
- Hummel-Ragwurz (Ophrys holosericea) Burm.
- Fliegen-Ragwurz (Ophrys insectifera) L.
- Blasses Knabenkraut (Orchis pallens) L.
- Brand-Knabenkraut (Orchis ustulata) L.
- Kleine Sommerwurz (Orobanche minor) Sm.
- Gamander-Sommerwurz (Orobanche teucrii) Hol.
- Kugelige Teufelskralle (Phyteuma orbiculare) L.
- Gewöhnliche Küchenschelle (Pulsatilla vulgaris) Mill.
- Großer Klappertopf (Rhinanthus serotinus) Schönh.
- Deutscher Ziest (Stachys germanica) L.
- Spargelerbse (Tetragonolobus maritimus) L.
- Berg-Gamander (Teucrium montanum) L.
- Wiesen-Leinblatt (Thesium pyrenaicum) Pourr.